# 愛知県道303号平坂福清水線
愛知県道303号平坂福清水線（あいちけんどう303ごう へいさかふくしみずせん）は、愛知県西尾市から碧南市に至る一般県道である。

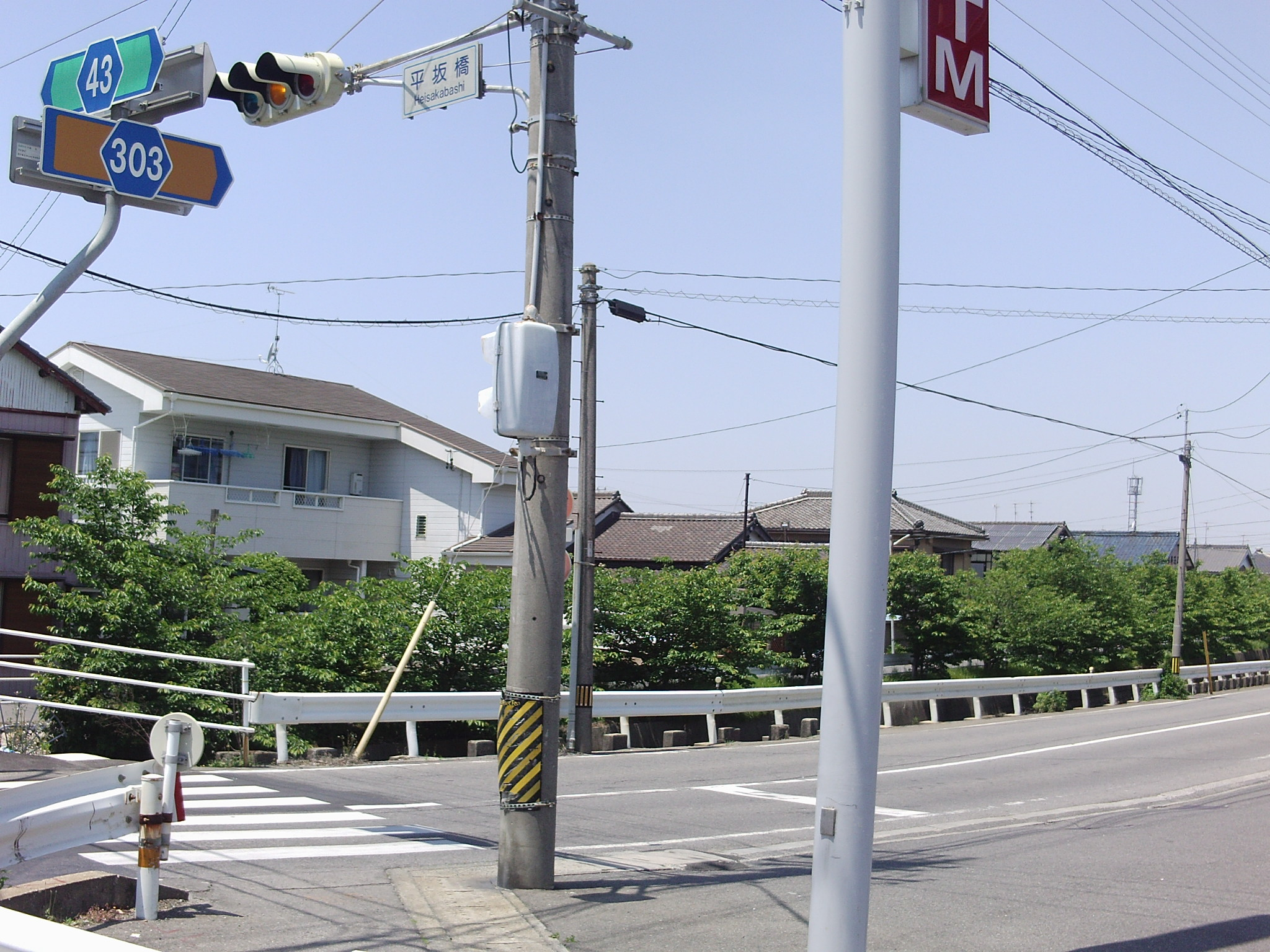
起点の西尾市平坂町。平坂橋付近。

## 概要

### 路線データ
- 起点：愛知県西尾市平坂町
- 終点：愛知県碧南市福清水町

## 沿革
- 1959年12月15日：認定

## 通過する自治体
- 愛知県
  - 西尾市
  - 碧南市

## 接続する道路
- 愛知県道43号岡崎碧南線 （平坂橋交差点）
- 愛知県道383号蒲郡碧南線 重複区間（平坂橋交差点・末広町交差点間）
- 愛知県道291号米津碧南線 （伏見屋交差点）
- 愛知県道304号碧南高浜環状線 （文化会館前交差点）
- 愛知県道45号安城碧南線 （末広町交差点）
- 愛知県道295号道場山安城線 （福清水交差点）

## 沿線・周辺
- 碧南市役所
- 愛知県警察 碧南警察署
- 愛知県立碧南高等学校
- 碧南市文化会館

## 別名
- キネマ通り（碧南市）